# 革叶清风藤
革叶清风藤（学名：Sabia coriacea）为清风藤科清风藤属下的一个种。

## 扩展阅读
- 維基物種上的相關：革叶清风藤